# Амано Акіра
Амано Акіра (яп. 天野 明, Amano Akira, нар. 1973) — японська манґака, відома завдяки сьонен-манзі Reborn!.
Ранні версії Reborn! були опубліковані в журналах сейнен-манґи. Наприкінці 2003 року серія, на той час окремих оповідань, була опублікована в журналі Weekly Shonen Jump. Після успіху оповідання серія почала випускатися в журналі з середині 2004 року. З тих пір манґа була адаптована в аніме, а також п'ять ранобе і кілька відеоігор. У списку найуспішніших художників манґи Nikkei Entertainment вона посіла 12 місце.

## Роботи
- Сьонен Спін
- Неппуу Якюу Денсецу Пічан
- Petit Petit Rabbit (яп. ぷちぷちラビィ, Puchi Puchi Rabii) (2000, опубліковано в Bessatsu Young Magazine і Young Magazine)
- Мавпячий бізнес (2002)
- Бакухацу HAWK!! (ван-шот, випущений у 2003 році)
- Відроджений! (2004—2012, опубліковано в Weekly Shōnen Jump)
- Psycho-Pass (оригінальний дизайн персонажа)
- Warashibe Tantei Numashichirō[8] (one-shot випущений у 2013 році)
- ēlDLIVE (2013—2018, серіалізація в Jump Live, пізніше передана в Shonen Jump+)
- З'являється сонний Нетару (one-shot випущений у 2014 році)
- Hot (one-shot випущений у 2018 році)
- Рон Камонохаші: Несамовитий детектив (2020–дотепер, серіал у Shonen Jump+)
- Загін самогубців Ісекай (оригінальний дизайн персонажа)[9]